# FC Santa Coloma
FC Santa Coloma je andorrský fotbalový klub z andorrské vesnice Santa Coloma d'Andorra.

## Úspěchy
- Mistr andorrské ligy: - 13x (1995, 2001, 2003, 2004, 2008, 2010, 2011, 2014, 2015, 2016, 2017, 2018, 2019)
- Andorrský fotbalový pohár: - 8x (2001, 2003, 2004, 2005, 2006, 2007, 2009, 2012)
- Supercopa Andorrana: - 5x (2003, 2005, 2007, 2008, 2015)